# アフガニスタン日本人拉致事件

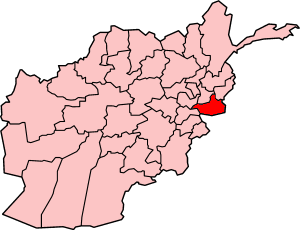
ナンガルハール州の位置

ターリバーンの旗

アフガニスタン日本人拉致事件（アフガニスタンにほんじんらちじけん）、またはアフガニスタン邦人拉致事件（アフガニスタンほうじんらちじけん）は、2008年8月26日にアフガニスタンで人道支援活動を行っていた非政府組織ペシャワール会メンバーの日本人・伊藤和也（当時31歳）が拉致され、殺害された事件である。

## 経過
2008年8月26日6時30分（現地時間）ごろ、アフガニスタン東部のナンガルハール州において人道支援活動を行っていたペシャワール会メンバーの日本人・伊藤和也が、ターリバーンに拉致された。車に同乗していたパシュトゥーン人もターリバーンに拉致されたが、自力で脱出した。
拉致直後の6時40分ごろ、拉致された伊藤を近くの村民が発見し、ターリバーンを追い詰めた。1人が逮捕されたが、残る3人はクナル州へ逃走。その後、駆けつけたアフガニスタン政府の警備隊とターリバーンとの間で激しい銃撃戦が繰り広げられ、伊藤は14時から15時の間に銃撃され死亡したとみられる。
アフガニスタン政府に逮捕された容疑者は動機について「金目当てで犯行を決意した」と供述。伊藤が殺害された状況について「政府警備隊が来たので、日本人（伊藤）を殺さざるを得なくなった」「（伊藤は）別のターリバーンメンバーが殺害した」と話した。
ペシャワール会代表で医師の中村哲は、2008年8月28日にカーブルで開かれた会見において「拉致された日本人（伊藤）は、車でナンガルハール州近くを巡回する際にターリバーン4人の待ち伏せに合い、襲撃された」と発表した。これに対してターリバーンのムジャヒド広報官は拉致を認め、「この非政府組織が住民の役に立っていたことは知っている。しかし（ターリバーンの見解からすると）住民に西洋文化を植え付けようとするスパイだ。そして、全ての外国人がアフガニスタンを出るまで殺し続け、日本のように部隊を駐留していない国の援助団体でも、我々は殺害を続ける」と声明を発表した。

## 影響
日本国政府に伊藤の死の一報が入ったのは8月27日11時54分（現地時間）であり、アフガニスタン内務省からカーブルの在アフガニスタン日本国大使館に伝えられた。これを受け、福田康夫内閣総理大臣（当時）は同日中に「ご冥福をお祈りし、心からお悔やみを申し上げます」と追悼のコメントを出した。
高村正彦外務大臣は、8月28日にアフガニスタンのランギーン・ダードファル・スパンター外務大臣と電話による会談を行った。高村外相は「アフガニスタンの積極的なテロ対策を期待する」とコメントし、スパンター外相は「お悔やみを申し上げ、これからも両国共に協力を進めたい」と返答した。
この事件を受けて日本の外務省に来訪した中村は、自身以外のペシャワール会の日本人メンバーを「これ以上犠牲を出さないように努める」として、残留日本人を全員日本に帰還させると表明した。
また警察庁は、刑法の国外犯規定を適用し、殺人容疑などで捜査する方針を固めた。静岡県警国際テロ捜査部門と刑事部門による合同捜査本部を設置し、現地警察に協力を求めて捜査を開始した。

### 遺体
ペシャワール会代表の中村により、伊藤の死因は左側大腿動脈貫通銃創による大量出血と断定された。伊藤の遺体を乗せた飛行機は2008年8月29日にアフガニスタンのカーブル国際空港から離陸し、アラブ首長国連邦のドバイに着陸。同月30日に中部国際空港に到着し、山本一太外務副大臣が出迎えた。
伊藤の遺体は静岡県浜松市の浜松医科大学医学部附属病院に運ばれ、静岡県警察は死因を調べるために司法解剖を行った。静岡県警によると、銃弾3発の向きはほぼ同一で、口径の大きいマシンガンのような連射式の銃で撃たれた疑いが強いという。また、前額部には背後から銃撃されて倒れた際にできたものとみられる皮下出血もあったが死亡推定時刻はわからなかった。遺体から見つかった銃弾とみられる金属片を分析し、銃の口径の特定を進める方針とした。

## 背景
ターリバーンによる非政府組織メンバーの拉致及び殺害事件が広がっていく中、ターリバーン側は、外国人によるアフガニスタン治安正常化などの取り組みをするボランティアの活動を妨害し、自らの政治実権を回復しようという狙いがあると推測された。関連事件には、2007年7月19日の韓国人拉致事件、2008年8月13日に南東部ローガル州で起こった国際ボランティアメンバー拉致殺害事件などがある。
2008年9月3日、この事件に関与した容疑で逮捕されたパキスタン国籍の男性が「パキスタンの情報機関に雇われた」と証言した。